# Чохой
Чохой (ЧӀуо ЧӀуохуо) — покинутый аул в Итум-Калинском районе Чеченской республики.

## География
Расположен в бассейне Гухойэрк, к северо-западу от районного центра Итум-Кали.

## История
Название аула происходит от Чуохуой (чечен. Чlа+гlо), что означает «укрепление, крепость, замок». Село часто называют Чуо или Чуохуо, что обозначает жителя Чуо.
Аул Чохой ликвидирован в 1944 году во время депортации чеченцев. После восстановления Чечено-Ингушской АССР в 1956 году людям было запрещено селиться в данном районе.